# 装飾古墳

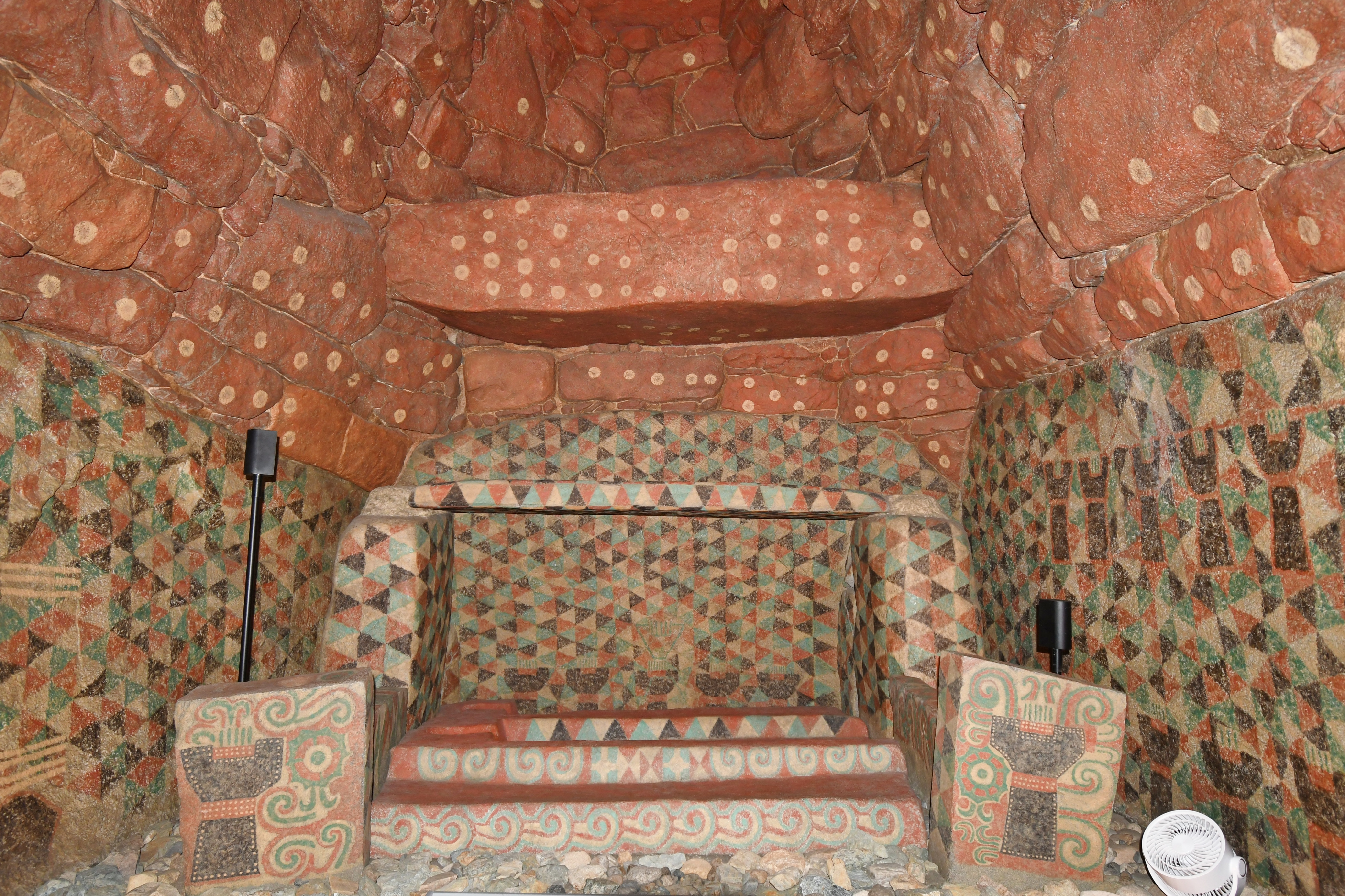
王塚古墳（福岡県桂川町）石室レプリカ王塚装飾古墳館展示。

装飾古墳（そうしょくこふん）は、日本の古墳のうち、内部の壁や石棺に浮き彫り、線刻、彩色などの装飾のあるものの総称で、墳丘を持たない横穴墓も含まれる。大半が九州地方、特に福岡県、熊本県に集中している。福岡県桂川町の王塚古墳（国の特別史跡）、熊本県山鹿市のチブサン古墳などが有名である。
令和元年に確認された情報では、5世紀から7世紀ごろに九州の北・中部に集中して作られた。全国で723例ある。九州に多い理由として、九州では飾られた死者として会葬者向けに作られ、近畿では隠されて作られる地域性と死生観の改革が仮説として指摘されている。

## 概要
装飾古墳は、日本全国に約600基があり、その半数以上に当たる約340基が九州地方に、約100基が関東地方に、約50基が山陰地方に、約40基が近畿地方に、約40基が東北地方にあり、その他は7県に点在している。
古墳時代初期から装飾が施されていた。初期には刳抜式石棺（くりぬきしきせっかん）の側面や蓋の上に、中期には組み合わせ式長持ち石棺の蓋の上面、家形石棺の蓋および棺の内側や外側、箱形石棺にも、そして、5世紀前半頃には横穴式石室にも彫刻や彩色の方法で装飾が施され、さらには石室内全体にまで及んだ。
装飾方法は、浮き彫り、線刻、彩色の3手法があり、浮き彫りや線刻に彩色するなどの併用手法を用いている。最初期の装飾手法は、彫刻が主流であり、線刻は一部で用いられ、浮き彫りが多く、彩色は赤色顔料だけである。5世紀ごろになると彫刻されたものに赤色以外の色が使用されるようになる。6世紀になると浮き彫りを基調とする彫刻がなくなり、基本的には彩色だけで文様が描かれるようになり、石室の壁全体に図柄が描かれるようになる。7世紀末から8世紀初めの奈良県高松塚古墳やキトラ古墳は、装飾古墳とは系統を異にするもので壁画古墳と呼び分けている。
装飾古墳に描かれた文様には幾何学的・抽象的な直弧文（ちょっこもん）・蕨手文（わらびてもん）・鍵手文（かぎのてもん）・円文・同心円文・連続三角文・菱形文・双脚輪状文（そうきゃくりんじょうもん）・区画文などがあるが、何を表しているのか分からない文である。次に、具象的な図柄では盾・靱（ゆぎ）・甲冑・刀・船などの武器・武具・その他の器物や人物・馬・鳥・蟾蜍（ひきがえる）・朱雀などである。人物や鳥獣には大陸文化の影響が認められる。

## 築造時期
4世紀 - 7世紀頃に造られ、古墳時代の中では後期に位置する。

## 主な装飾古墳一覧
国の史跡（太字）および特別史跡（★太字）を中心に、主なものを挙げる。

### 東北
- 山畑横穴群：宮城県大崎市 - 横穴（彩色）
- 泉崎横穴：福島県西白河郡泉崎村 - 横穴（彩色）
- 清戸迫横穴：福島県双葉郡双葉町 - 横穴（彩色）
- 中田横穴：福島県いわき市 - 横穴（彩色）
- 羽山横穴：福島県南相馬市 - 横穴（彩色）

### 関東

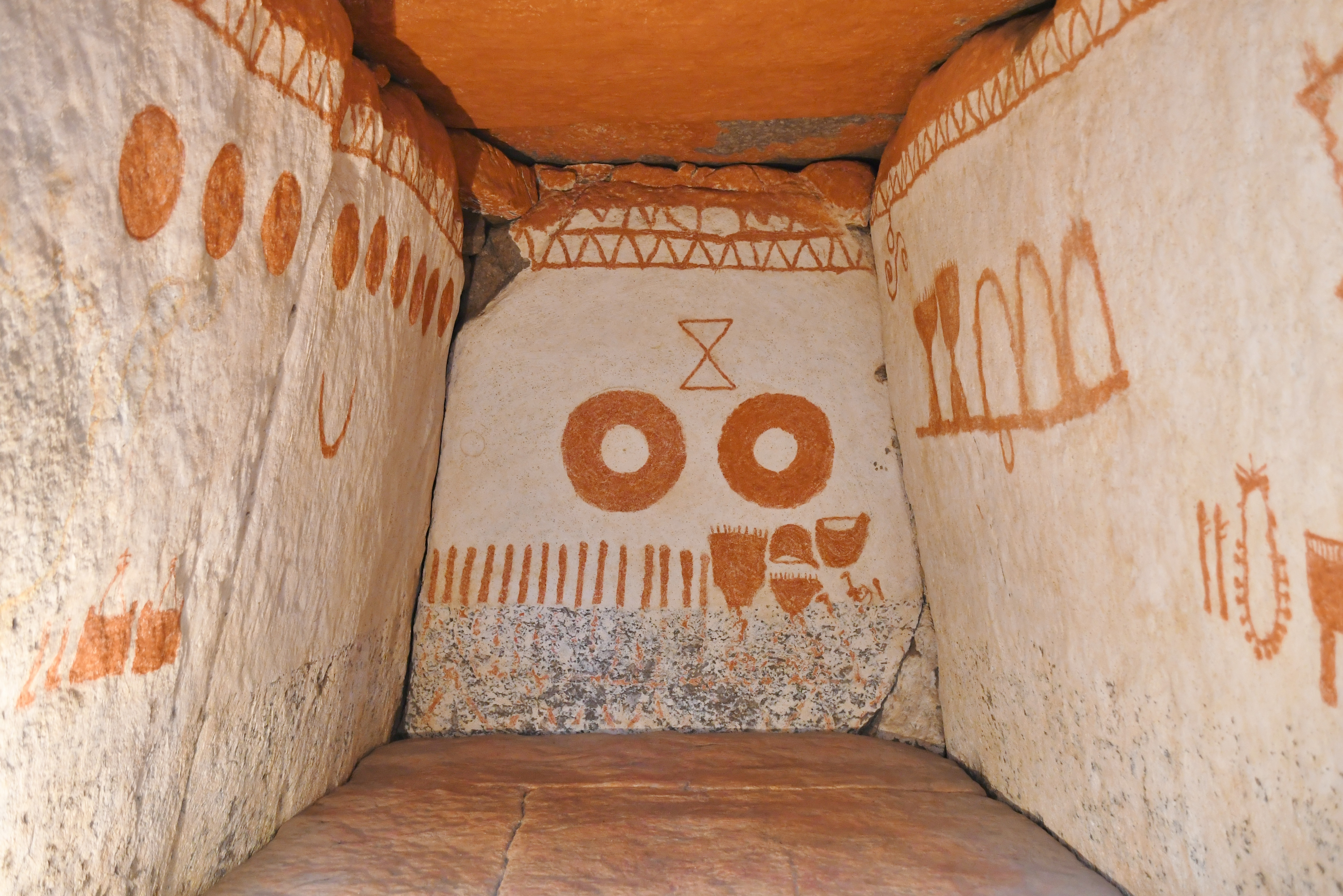
虎塚古墳（茨城県ひたちなか市）複製ひたちなか市埋蔵文化財調査センター展示。

- 虎塚古墳：茨城県ひたちなか市 - 前方後円墳（彩色）
- 吉田古墳：茨城県水戸市 - 八角墳（線刻）
- 長柄横穴群：千葉県長生郡長柄町 - 横穴（線刻）
- 地蔵塚古墳：埼玉県行田市 - 方墳（線刻）
- 馬絹古墳：神奈川県川崎市 - 円墳（彩色）

### 近畿
- 高井田横穴墓群：大阪府柏原市 - 横穴（線刻）

### 中国

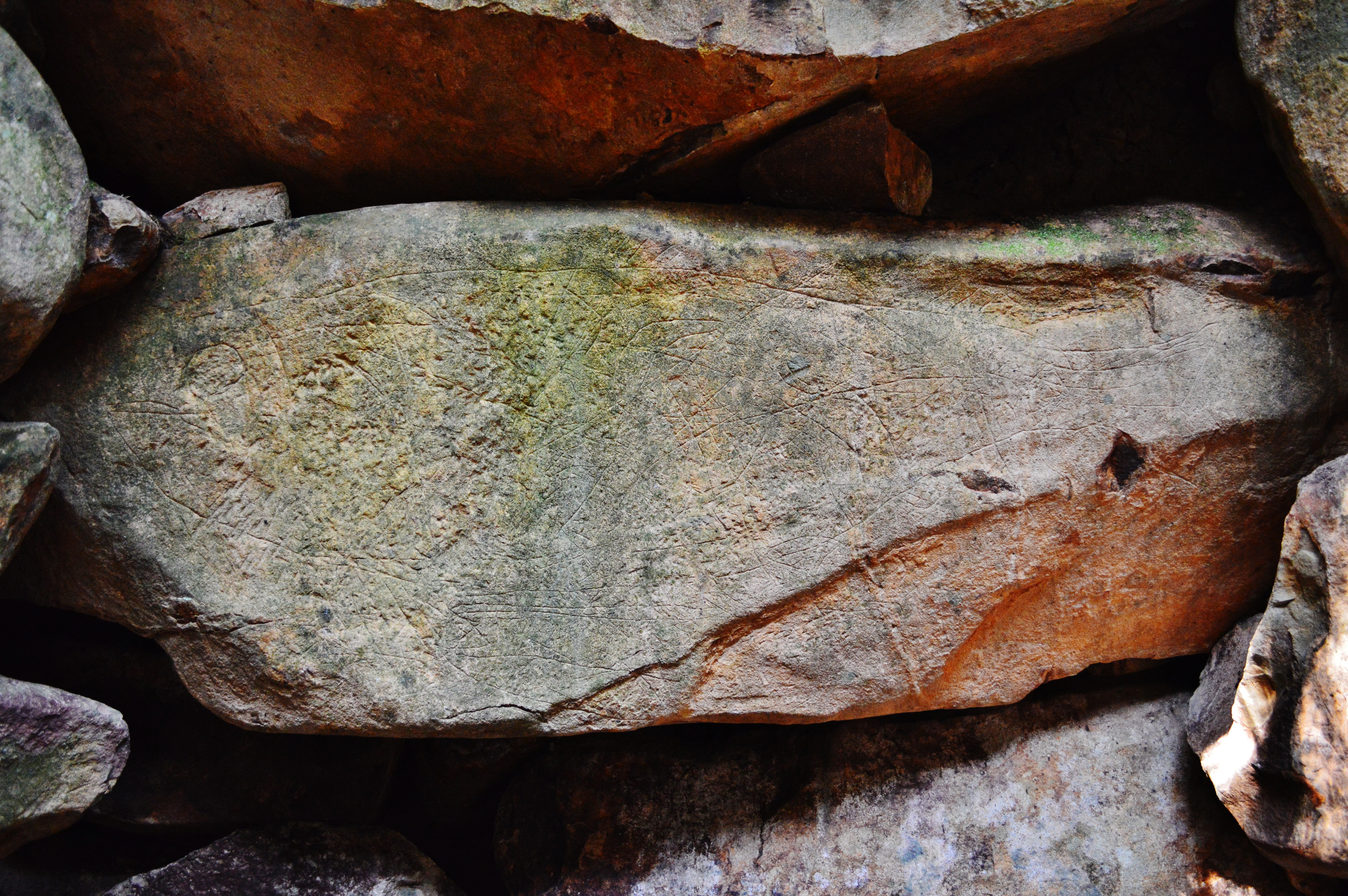
鷺山古墳（鳥取県鳥取市）魚形文線刻

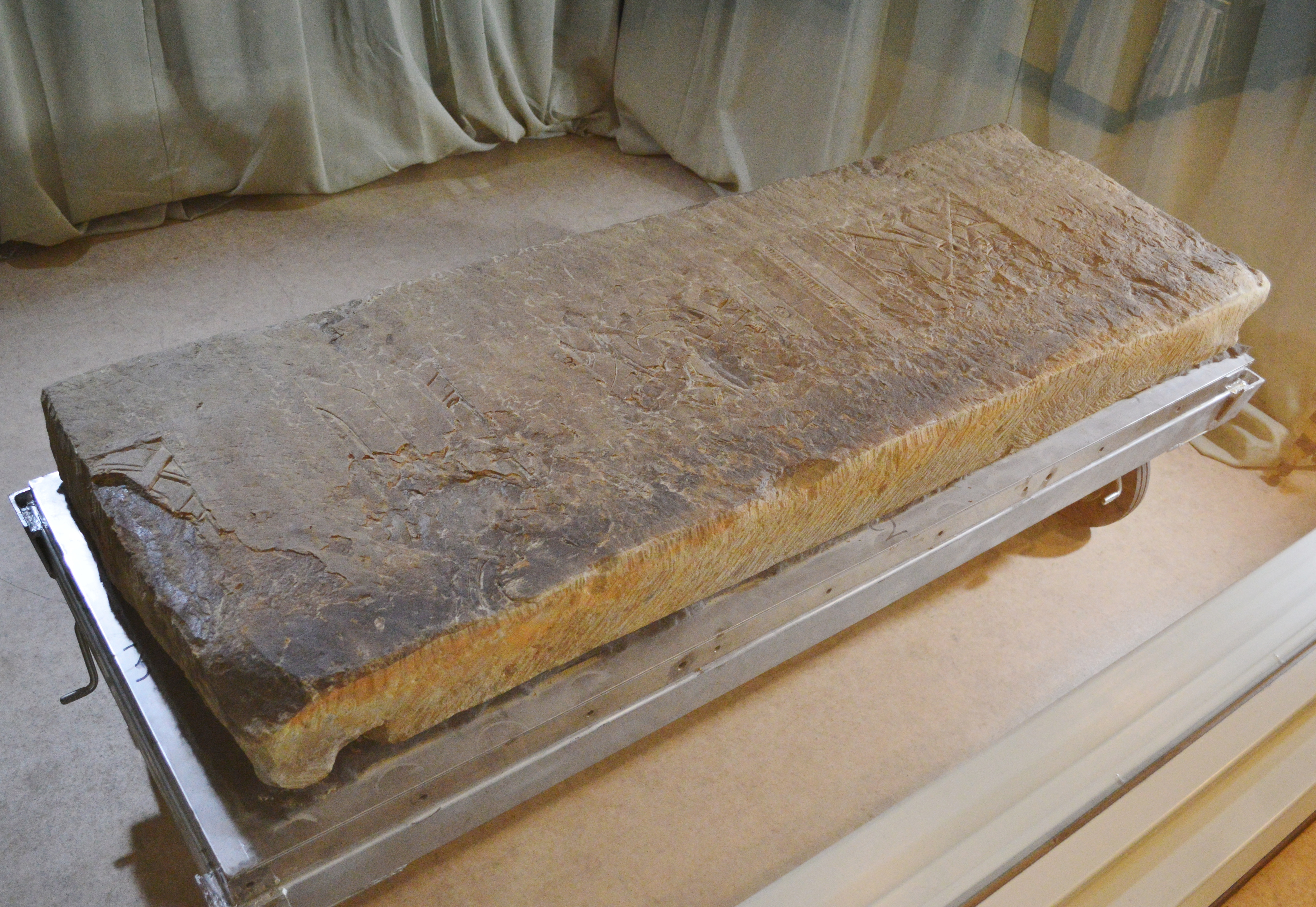
千足古墳（岡山県岡山市）線刻石障

- 千足古墳：岡山県岡山市 - 帆立貝形古墳（浮き彫り）
- 梶山古墳：鳥取県鳥取市 - 変型八角墳（彩色）

### 四国
- 宮が尾古墳：香川県善通寺市 - 円墳（線刻）

### 九州

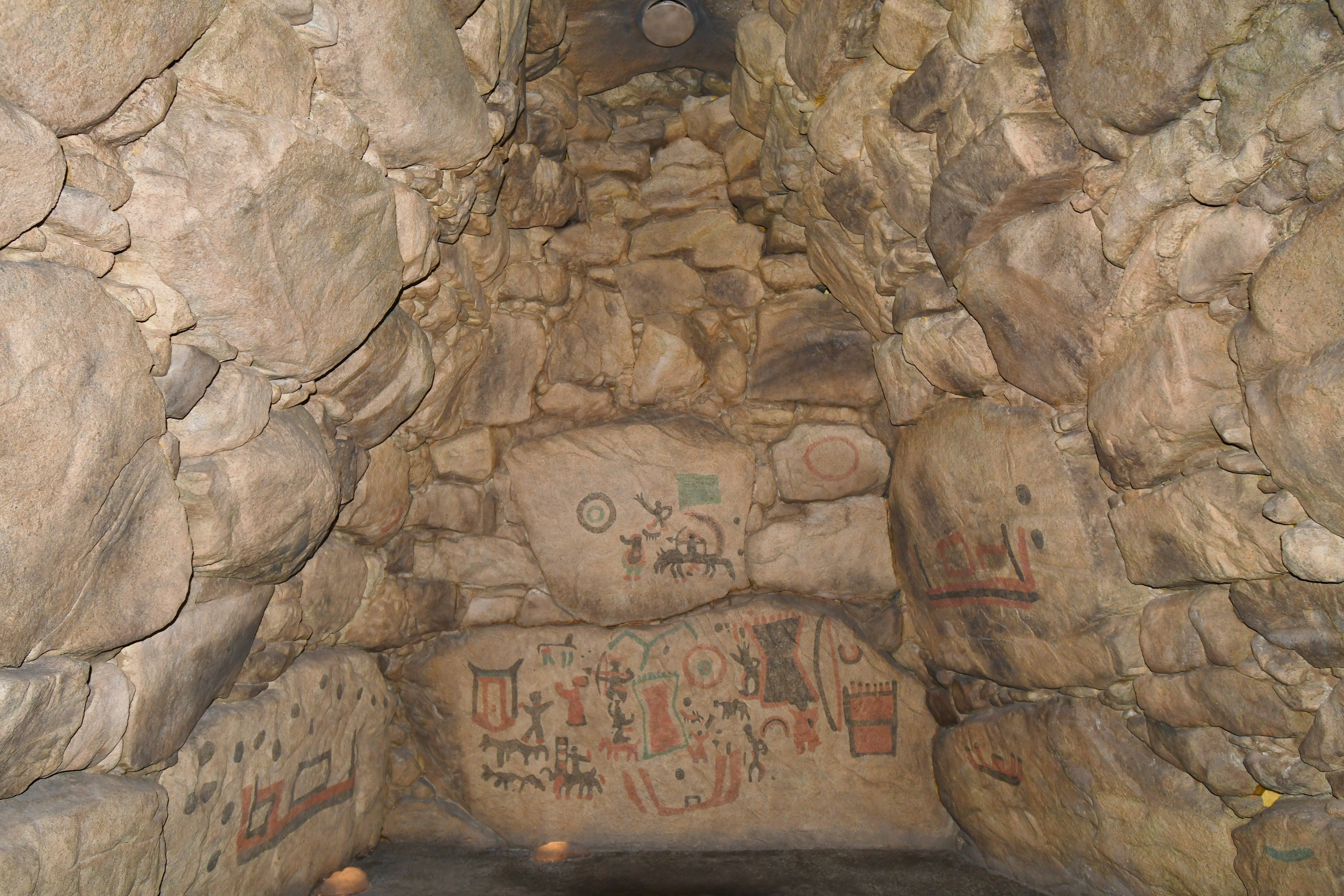
五郎山古墳（福岡県筑紫野市）複製五郎山古墳館展示。

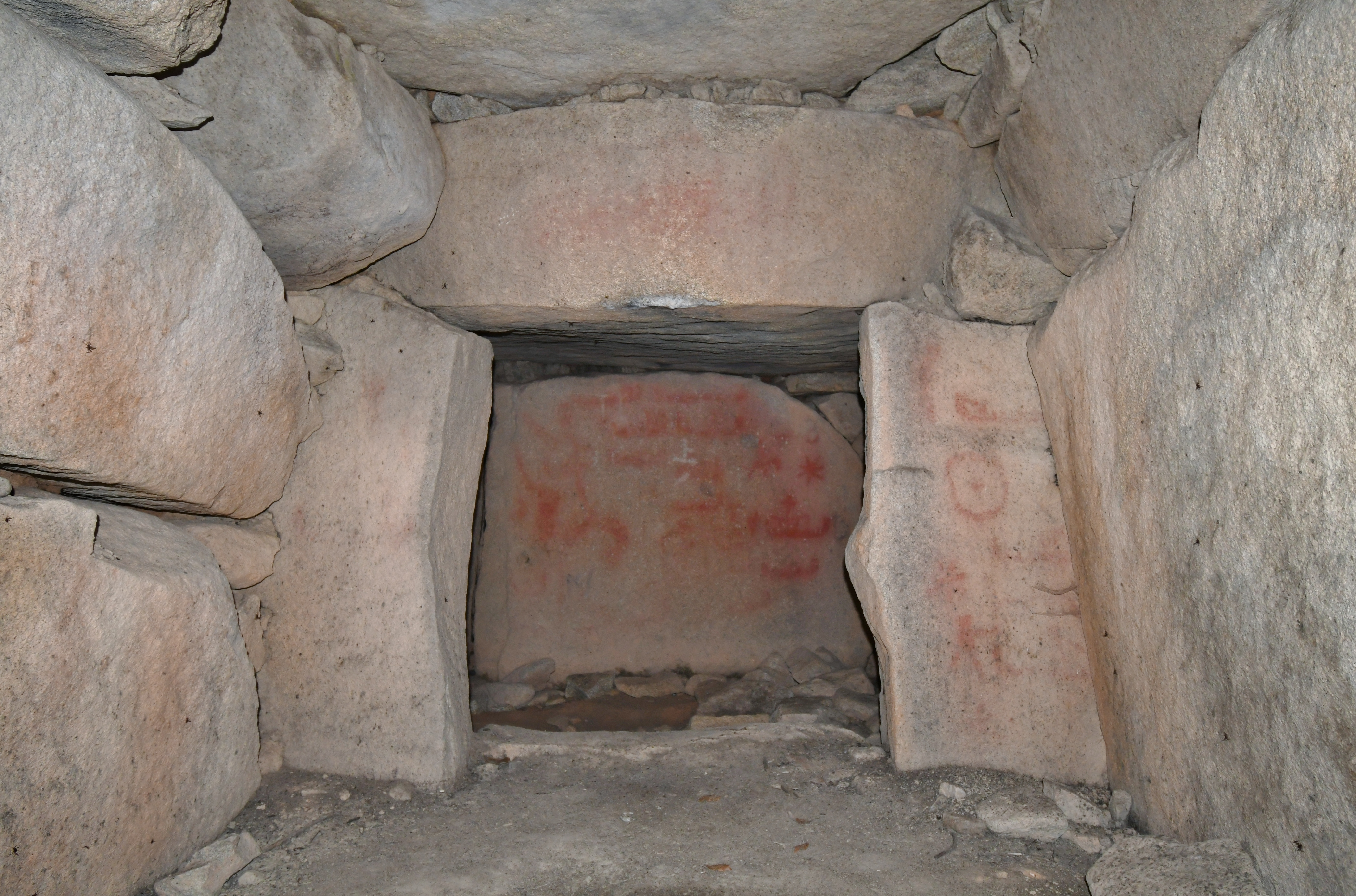
砥上観音塚古墳（福岡県筑前町）

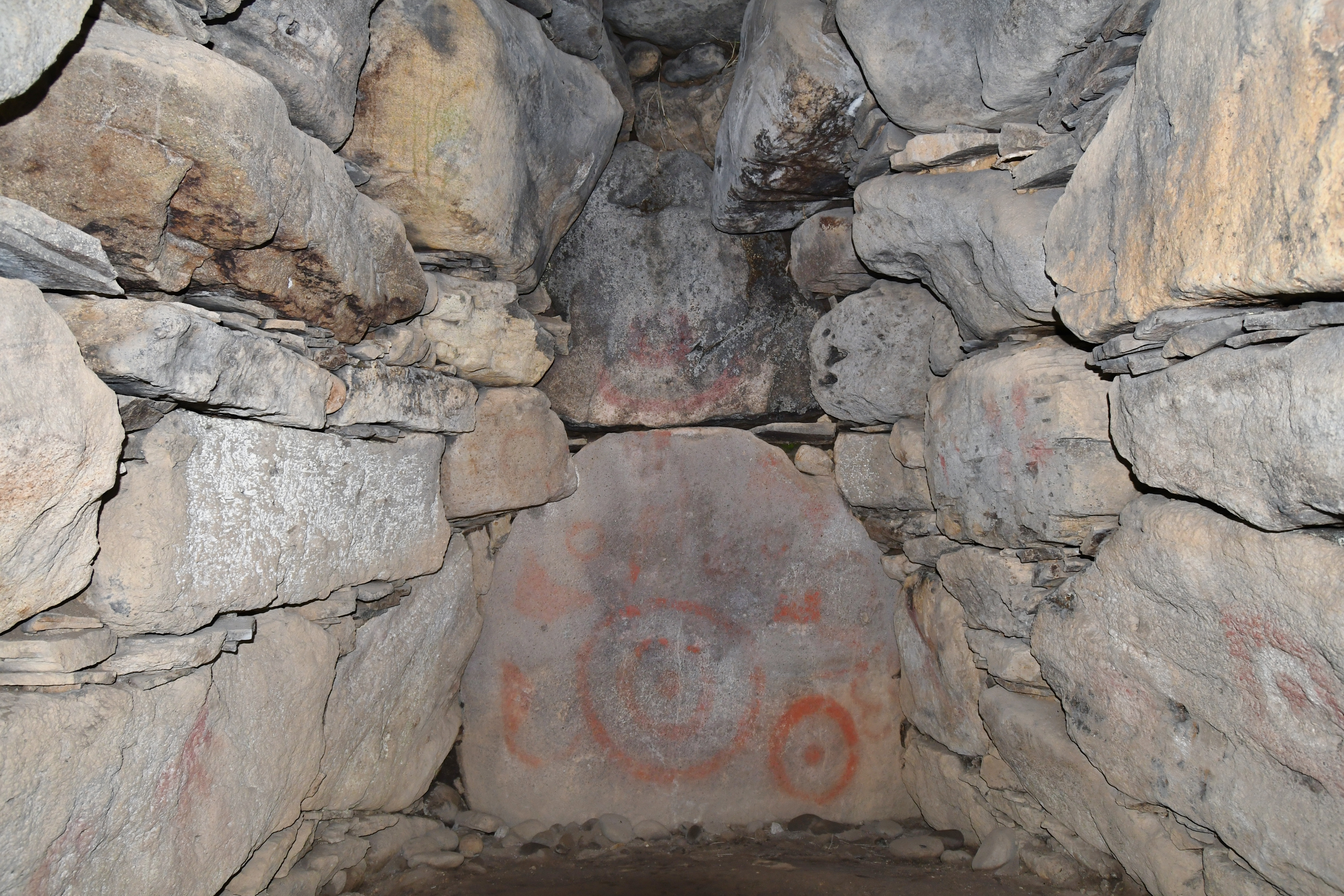
鬼塚古墳（大分県玖珠町）

- 石人山古墳：福岡県八女郡広川町 - 前方後円墳（浮き彫り）
- 弘化谷古墳：福岡県八女郡広川町 - 円墳（彩色）
- 乗場古墳：福岡県八女市 - 前方後円墳（彩色）
- 丸山塚古墳：福岡県八女市 - 円墳（彩色）
- 日輪寺古墳：福岡県久留米市 - 前方後円墳（浮き彫り）
- 浦山古墳（英語版）：福岡県久留米市 - 帆立貝形古墳（線刻）
- 下馬場古墳（英語版）：福岡県久留米市 - 円墳（彩色）
- 田主丸古墳群（英語版）（寺徳古墳、中原狐塚古墳、西館古墳）：福岡県久留米市 - 円墳（彩色）
- 珍敷塚古墳：福岡県うきは市 - 円墳（彩色）
- 日岡古墳：福岡県うきは市 - 前方後円墳（彩色）
- 楠名・重定古墳（英語版）：福岡県うきは市 - 前方後円墳（彩色）
- 塚花塚古墳（英語版）：福岡県うきは市 - 前方後円墳（彩色）
- 仙道古墳（英語版）：福岡県筑紫郡筑前町 - 円墳（彩色）
- ★王塚古墳：福岡県嘉穂郡桂川町 - 前方後円墳（彩色）
- 桜京古墳：福岡県宗像市 - 前方後円墳（彩色）
- 竹原古墳：福岡県宮若市 - 円墳（彩色）
- 五郎山古墳：福岡県筑紫野市 - 円墳（彩色）
- 萩ノ尾古墳（英語版）：福岡県大牟田市 - 円墳（彩色）
- 穴ヶ葉山古墳：福岡県築上郡上毛町 - 円墳（線刻）
- 田代太田古墳：佐賀県鳥栖市 - 円墳（彩色）
- 西隈古墳（英語版）：佐賀県佐賀市 - 円墳（彩色）
- 双六古墳：長崎県壱岐市 - 前方後円墳（線刻）
- チブサン古墳：熊本県山鹿市 - 前方後円墳（彩色）
- 弁慶ヶ穴古墳：熊本県山鹿市 - 円墳(前方後円墳説もある)（彩色）
- 鍋田横穴群：熊本県山鹿市 - 横穴（浮き彫り）
- 石貫ナギノ横穴群（英語版）：熊本県玉名市 - 横穴（線刻・彩色）
- 石貫穴観音横穴群：熊本県玉名市 - 横穴（浮き彫り・彩色）
- 大坊古墳：熊本県玉名市 - 前方後円墳（彩色）
- 永安寺東古墳・永安寺西古墳（英語版）：熊本県玉名市 - 円墳（彩色）
- 塚坊主古墳：熊本県玉名郡和水町 - 前方後円墳（彩色）
- 釜尾古墳：熊本県熊本市 - 円墳（彩色）
- 千金甲古墳（英語版）1号墳・3号墳：熊本県熊本市 - 円墳（浮き彫り・彩色）
- 井寺古墳：熊本県嘉島町 - 円墳（線刻・彩色）
- 小田良古墳：熊本県宇城市 - 墳形不明（線刻・彩色）
- 大村横穴群：熊本県人吉市 - 横穴（浮き彫り）
- 鬼ノ岩屋古墳：大分県別府市 - 円墳（彩色）
- 穴観音古墳：大分県日田市 - 円墳（彩色）
- ガランドヤ古墳：大分県日田市 - 円墳（彩色）
- 千代丸古墳：大分県大分市 - 円墳（線刻）
- 鬼ヶ城古墳：大分県玖珠郡玖珠町 - 円墳（線刻）
- 鬼塚古墳：大分県国東市 - 円墳（線刻）